# Azorella colensoi
Azorella colensoi är en växtart i släktet Azorella och familjen flockblommiga växter.
Arten är en liten buske som växer på Nordön i Nya Zeeland. Den beskrevs först av Karel Domin och fick sitt nu gällande namn av Gregory M. Plunkett och Antoine N. Nicolas.